# نيلة جنوبية
نيلة جنوبية (الاسم العلمي:Indigofera australis) هو نوع من النباتات يتبع جنس النيلة من الفصيلة البقولية. سمي هذا النوع بالجنوبي (باللاتينية: australis) نسبة إلى النصف الجنوبي للكرة الأرضية.